# قاعدة الضبعة الجوية
قاعدة الضبعة الجوية (أو المهبط الأرضي الصحراوي رقم 105 سابقاً) كانت مطاراً عسكرياً سابقاً للقوات الجوية الملكية يقع على بعد حوالي 4.6 كم جنوب شرق الضبعة وهي قرية ومحطة للسكك الحديدية حوالي 180 كم براً غرب الإسكندرية. استُخدم مطار الضبعة قبل قيام الحرب العالمية الثانية، وكان واحداً ضمن المهابط الأرضية العديدة التي بُنيت في الصحراء الغربية المصرية بعد أزمة ميونيخ في أواخر الثلاثينيات. خلال الحرب العالمية الثانية، استخدمت القوات الجوية الملكية والقوات الجوية لجيش الولايات المتحدة مطار الضبعة خلال حملة شمال أفريقيا ضد قوات المحور، كذلك استخدمته اللوفتافه عندما احتل الألمان المنطقة لفترة وجيزة.
كانت أسراب سلاح الجو الملكي التي استخدمت المطار بين 1939 و1942 هي 30 و33 و45 و73 و113 و211.
أما وحدات القوة الجوية التاسعة للقوات الجوية لجيش الولايات المتحدة التي استخدمت المطار فهي:
- المجموعة 57 مقاتلات، 5–8 نوفمبر 1942، بطائرات بي-40 وارهوك

بعد الحرب، يبدو أن قاعدة الضبعة الجوية قد أغلقت حوالي عام 1946. حالياً المنطقة مُستغلة للزراعة بكثافة ولم يبق أي أثر شاهد على وجود المطار.

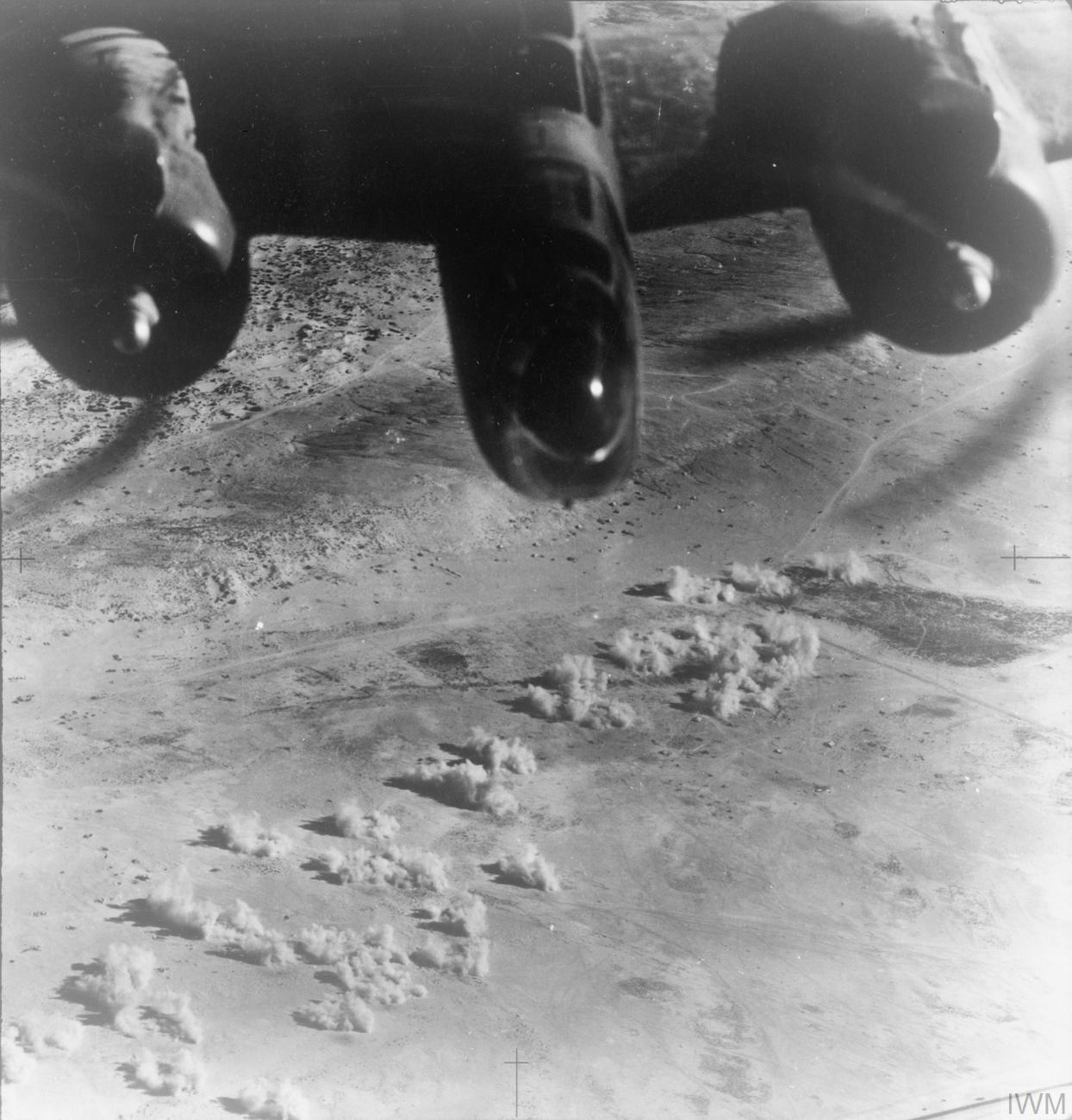
قاذفة طراز مارتن بلتيمور الثالثة من سلاح الجو الملكي تقصف مطار الضبعة عقب استيلاء القوات الألمانية عليه.

## الإحداثيات البريطانية
- أرض الهبوط رقم 105 31°00′0″N 28°28′0″E / 31.00000°N 28.46667°E